# Pop barroco
Pop barroco (ou rock barroco) é um gênero de fusão que combina rock com elementos típicos da música clássica. Surgiu em meados da década de 1960, uma vez que os artistas possuiam um som majestoso e orquestral, e é identificável pela apropriação de estilos de composição barroca (melodias contrapuntais e padrões de harmonia funcional) e gestos dramáticos ou melancólicos. Os cravos figuram de forma proeminente, enquanto os oboés, as trompas francesas e os quartetos de cordas também são comuns.
Embora os cravos tenham sido empregados para uma série de hits pop desde a década de 1940, a partir da década de 1960, produtores musicais como Phil Spector e Brian Wilson colocaram cada vez mais o instrumento em primeiro plano nos seus arranjos. Inspirado em parte pela música dos Beatles "In My Life" (1965), vários grupos começaram a usar instrumentação barroca e clássica até o início de 1966. O termo "rock barroco" foi inventado em material promocional para o grupo The Left Banke, que freqüentemente usava cravos e violinos em seus arranjos. Sua canção de 1966 "Walk Away Renée" exemplificou o estilo.
A popularidade do pop barroco desapareceu pela década de 1970, em parte porque o punk rock, o rock progressivo, a música disco e o hard rock assumiram; No entanto, a música ainda era produzida dentro da tradição do gênero. Estilos como Philadelphia soul na década de 1970 e o Chamber pop na década de 1990 incorporaram o espírito do pop barroco.

## Início
No início dos anos 60 Phil Spector investe em novas tecnicas de produção, formas de composição e instrumentação associada a musica classica. Foi seguindo a mesma tendencia de Spector que Brian Wilson produziu os trabalhos dos Beach Boys ainda em 1963.
The Zombies em julho de 1964 lança a She's Not There, uma canção muito influente para o estilo pop barroco. Outro registro foi When I Grow Up (To Be a Man) dos The Beach Boys lançada em agosto de 1964, que inclui o cravo. 
The Beatles em 1965  gravam  Yesterday e In My Life. A partir deste periodo, o grupo explorou em vários discos a influência erudita.
Outros grupos que gravaram no estilo foram; The Moody Blues, The Left Banke, The Rolling Stones, Love e Procol Harum.

## Atualmente
No álbum Honeymoon da cantora Lana del Rey é feita uma volta ao pop barroco. 
No álbum Ok Human da banda Weezer, o Pop barroco é o principal foco na composição 